# Melipotis agrotipennis
Melipotis agrotipennis là một loài bướm đêm trong họ Erebidae.